# Dörte Martini zum Berge
Dörte Martini zum Berge (* 27. Februar 1944 in Klein Biesnitz) ist eine deutsche Verwaltungsbeamtin und Politikerin (CDU).
Martini zum Berge absolvierte nach der Schule eine Lehre zur Landwirtschaftskauffrau in Görlitz. Danach war sie zunächst als Buchhalterin weiterhin in Görlitz tätig. Anschließend begann sie eine Tätigkeit als Verwaltungsleiterin und Innenrevisorin in Dresden. Während dieser Tätigkeit absolvierte sie von 1968 bis 1973 ein Fernstudium an der Fachschule für Finanzen in Weimar und Bautzen, welches sie als Ingenieurökonomin abschloss. 1977 trat Martini zum Berge die hauptamtliche Tätigkeit als Stadtbezirksrätin für Finanzen des Dresdner Stadtbezirks Dresden-West an. Diese Position hatte sie – Mitglied der Ost-CDU seit 1968 – bis zu ihrer Wahl zur Volkskammerabgeordneten im März 1990 inne. Bei dieser Volkskammerwahl kandidierte sie für den Wahlbezirk Dresden (03) auf Listenplatz 5 der Liste der Allianz für Deutschland. Des Weiteren gehörte sie zu den 144 Volkskammerabgeordneten, die von Oktober bis Dezember 1990 Mitglied des Deutschen Bundestages waren. Bei der anschließenden Bundestagswahl im Dezember 1990 kandidierte sie erfolglos.
Später war sie als Leiterin des Rechnungsprüfungsamtes im Landkreis Bautzen und als Schatzmeisterin beim CDU-Ortsverein Dresden-Schönfeld-Weißig tätig.